# Chiromantis
Chiromantis – rodzaj płazów bezogonowych z podrodziny Rhacophorinae w rodzinie nogolotkowatych (Rhacophoridae).

## Zasięg występowania
Rodzaj obejmuje gatunki występujące w tropikalnych regionach Afryki na południe od Sahary.

## Systematyka

### Etymologia
- Chiromantis: gr. χειρ kheir, χειρος kheiros „dłoń”; μαντις mantis, μαντεως manteōs „żaba drzewna”[2].

### Podział systematyczny
Do rodzaju należą następujące gatunki:
- Chiromantis kelleri Boettger, 1893
- Chiromantis petersii Boulenger, 1882
- Chiromantis rufescens (Günther, 1869)
- Chiromantis xerampelina Peters, 1854 – nogolotka siwa[4]